# 1195
1195 (MCXCV) fue un año común comenzado en domingo del calendario juliano.

## Acontecimientos
- 19 de julio En España: Batalla de Alarcos (Ciudad Real). Derrota absoluta de Alfonso VIII de Castilla.
- Alfonso VIII de Castilla funda el Hospital del Rey en la ciudad de Burgos.

## Nacimientos
- 15 de agosto - Antonio de Padua, santo católico nacido en Lisboa.
- Amaury VI de Montfort, noble francés.
- Johannes de Sacrobosco, astrónomo inglés.

## Fallecimientos
- Enrique el León, duque de Sajonia y Baviera.
- Gualdim País, gran Maestre de la Orden del Temple en Portugal.